# Paya Perupuk
Paya Perupuk is een bestuurslaag in het regentschap Langkat van de provincie Noord-Sumatra, Indonesië. Paya Perupuk telt 2499 inwoners (volkstelling 2010).